# Jaguariúna
Jaguariúna è un comune del Brasile nello Stato di San Paolo, parte della mesoregione di Campinas e della microregione omonima. È situata presso le sponde del Rio Jaguari, affluente del Piracicaba.

## Cultura
Teatro municipale di Jaguariúna noto anche come Teatro Dona Zenaide, è il teatro municipale ed è in stile contemporaneo.

## Religione
Il Cristianesimo è presente nel comune come segue:

### Cattolicesimo
La chiesa cattolica nel comune fa parte della Diocesi di Amparo.

### Protestantesimo
In città sono presenti le credenze evangeliche più diverse, principalmente pentecostali, compresa la Chiesa Assemblee di Dio brasiliana (la più grande chiesa evangelica del paese), Chiesa Congregazione cristiana nel Brasile, tra gli altri. Queste denominazioni crescono sempre di più in tutto il Brasile.